# 日向市立平岩小中学校
日向市立平岩小中学校（ひゅうがしりつ ひらいわしょうちゅうがっこう）は、宮崎県日向市大字平岩にある公立の小中一貫校。2006年度（平成18年度）に開校した。
ただし、日向市立学校設置条例上の正式名称は、「平岩小学校」「岩脇中学校」である。

## 概要
- 児童数 - 245名（2011年度）
  - 前期（1 - 4年） - 109名
  - 中期（5 - 7年） - 79名
  - 後期（8 - 9年） - 57名

## 沿革

### 平岩小学校
- 1875年 - 開校。
- 1903年12月20日 - 鵜毛分教場を設置[2]。
- 1912年4月1日 - 高等科を設置。
- 1941年4月1日 - 岩脇村立平岩国民学校に改称。
- 1947年4月1日 - 岩脇村立平岩小学校に改称。
- 1951年4月1日 - 岩脇村と富島町が合併し、日向市が発足。日向市立平岩小学校に改称。
- 1951年6月9日 - 現在地に移転。
- 2003年9月28日 - 合同運動会を初めて実施。
- 2006年3月31日 - 鵜毛分校が閉校[2]。

### 岩脇中学校
- 1947年5月7日 - 岩脇村立岩脇中学校として開校。幸脇小学校に分校を設置。
- 1948年3月31日 - 分校を廃止し、本校に統合。
- 1948年11月25日 - 幸脇地区（遠見を除く）の生徒を、美々津中学校に編入。
- 1951年4月1日 - 日向市立岩脇中学校に改称。
- 2003年9月28日 - 合同運動会を実施。
- 2006年3月27日 - 平岩小学校内の新校舎へ移転開始。

### 平岩小中学校
- 2005年7月19日 - 「日向市小中一貫教育特区」が認可される[3]。
- 2006年3月10日 - 校舎が完成。
- 2006年4月10日 - 開校[4]。
- 2009年4月1日 - 新しい制服を5年生以上に導入する。

## 通学区域
平岩小中学校の通学区域には以下の区域が指定されている。
笹野中、笹野西、笹野東、金ヶ浜、籾木、鵜毛、曙、本宮、美砂

## アクセス
- 鉄道：JR日豊本線 南日向駅下車、徒歩約10分
- バス：南部ぷらっとバス「平岩小中学校入口」バス停下車